# 二條綱平
二條綱平（1672年5月10日—1732年3月2日），是江戶時代中期的公卿；中御門天皇的關白，也是藤原北家攝關家的二條家當主。其名字中的「綱」字是將軍德川家綱賜下的偏諱。

## 生涯
二條綱平在寬文十二年（1672年）出生，是父母九條兼晴及家女房的兒子。天和二年（1682年）敘正五位，次年（1683年）昇敘從三位，位列公卿。
元祿十七年（1704年）任內大臣，後曾轉任右大臣、左大臣。正德五年（1715年）敘從一位，至享保七年（1722年）接替兄長九條輔實成為關白。
享保十四年（1729年）他出家，法號圓覺，到享保十七年（1732年）逝世，享年59歲。